# Albert Samsó
Albert Samsó Besora (Manresa, Barcelona, 3 de junio de 1975), conocido como Albert Samsó, es un entrenador español que actualmente dirige al Aigle Noir Makamba FC de la Primera División de Burundi.

## Trayectoria deportiva
Natural de Manresa, comenzaría su trayectoria en los banquillos en las escuelas del AE Centelles y CFS Esparreguera, antes de firmar por el Centre d'Esports Súria, al que dirigiría en el Grupo IV de la segunda catalana en la temporada 2013-14.
Más tarde, sería segundo entrenador y entrenador de porteros de varios clubs de Tercera División y Segunda División B como el Palamós CF, EC Granollers, CE Sabadell y UA Horta.
En septiembre de 2020, firma por el Futbol Club Penya d'Andorra de la Primera División de Andorra, al que dirige hasta marzo de 2021.
El 1 de mayo de 2021, se convierte en entrenador de la Unió Esportiva Sant Julià de la Primera División de Andorra, hasta julio del mismo año.
En la temporada 2021-22, regresa al Centre d'Esports Súria del Grupo VII de la Tercera Catalana.
En junio de 2022, se convierte en entrenador del Aigle Noir Makamba FC de la Primera División de Burundi.

## Clubes

### Como entrenador
| Club                          | País      | Año             |             |
| ----------------------------- | --------- | --------------- | ----------- |
| C.E. L'AMETLLA DE MEROLA      | España    | 2010            |             |
| Centre d'Esports Súria        | España    | España          | 2013 - 2014 |
| Palamós CF (2º Entrenador)    | España    | España          | 2014 - 2015 |
| EC Granollers (2º Entrenador) | España    | España          | 2015 - 2016 |
| CE Sabadell (2º Entrenador)   | España    | España          | 2016 - 2017 |
| UA Horta (2º Entrenador)      | 2017-2020 | España          |             |
| Futbol Club Penya d'Andorra   | Andorra   | 2020 - 2021     |             |
| Unió Esportiva Sant Julià     | Andorra   | 2021            |             |
| Centre d'Esports Súria        | España    | 2021 - 2022     |             |
| Aigle Noir Makamba FC         | Burundi   | 2022-actualidad |             |